# 矿民、马夫、尘肺病
《矿民、马夫、尘肺病》是一部中国纪录片。该片拍摄于导演蒋能杰的家乡湖南湘西南的村庄，讲述了赵品凤矿工下矿井得尘肺病后人生最后八年的故事。

## 反响
百度网盘在其微博放出纪录片链接，表示对其提供版权保护和曝光支持。

## 外部連結
- 豆瓣电影上《矿民、马夫、尘肺病》的資料 （简体中文）
- 互联网电影数据库（IMDb）上《矿民、马夫、尘肺病》的资料（英文）